# Leutershausen
Leutershausen – miasto w Niemczech, w kraju związkowym Bawaria, w rejencji Środkowa Frankonia, w regionie Westmittelfranken, w powiecie Ansbach. Leży w paśmie Frankenhohe, około 12 km na zachód od Ansbach, nad rzeką Altmühl, przy linii kolejowej Norymberga – Crailsheim.

## Podział administracyjny
Miasto podzielone jest na części następujące jednostki administracyjne:
| - Atzenhofen - Bauzenweiler - Brunst - Büchelberg - Clonsbach - Eckartsweiler - Eichholz - Erlach - Erlbach - Erndorf - Frommetsfelden - Froschmühle | - Gutenhard - Görchsheim - Hainhof - Hannenbach - Hetzweiler - Hinterholz - Hohenmühle - Holzmühle - Hundshof - Höchstetten - Jochsberg - Kressenhof | - Lengenfeld - Lenzersdorf - Mittelramstadt - Neunkirchen - Oberramstadt - Pfetzendorf - Rammersdorf - Rauenbuch - Röttenbach - Sachsen - Schwand - Steinberg | - Steinbächlein - Straßenwirtshaus - Tiefenthal - Untreumühle - Waizendorf - Weihersmühle - Weißenkirchberg - Weißenmühle - Wiedersbach - Winden - Wolfsmühle - Zweiflingen |

## Polityka

### Rada miasta
|      | SPD | CSU | Lista Alternatywna | Wolni Wyborcy | Razem     |
| 2002 | 5   | 11  | 1                  | 4             | 21 miejsc |

## Zabytki
- mury miejskie z bramami
- fontanna
- ratusz
- Kościół pw. św. Piotra (St. Peter)
- synagoga
- Kościół pw. św. Maurycego (St. Mautitius)

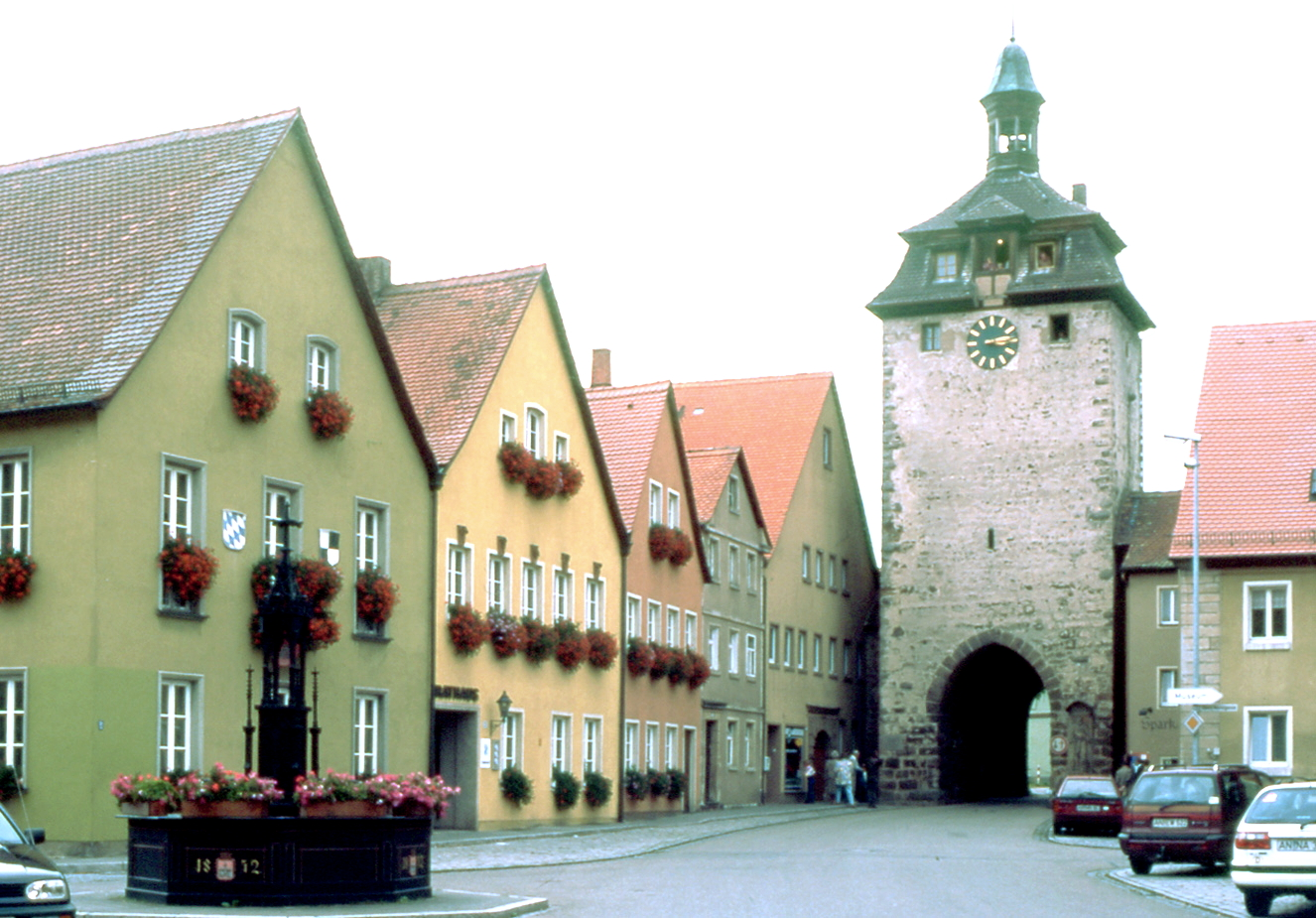
Brama miejska